# UFC殿堂
UFC殿堂（ユーエフシーでんどう、UFC Hall Of Fame）は、総合格闘技において顕著な影響や功績を残した選手、あるいは総合格闘技の発展に大きく寄与した人物の栄誉を称え贈られる称号。
2003年11月21日にUFCの10周年大会UFC 45で創立され、UFC内の委員会によって選考と管理が行われている。

## 殿堂入りした人物

### パイオニア部門
総合格闘技デビューが2000年11月17日以前である人物が対象
| 氏名                           | 殿堂入り日                                     |
| ------------------------------ | ---------------------------------------------- |
| ホイス・グレイシー             | 2003年11月21日（UFC 45）                       |
| ケン・シャムロック             | 2003年11月21日（UFC 45）                       |
| ダン・スバーン                 | 2005年4月16日 （UFC 52）                       |
| ランディ・クートゥア           | 2006年6月24日（The Ultimate Fighter 3 Finale） |
| マーク・コールマン             | 2008年3月1日（UFC 82）                         |
| チャック・リデル               | 2009年7月11日（UFC 100）                       |
| マット・ヒューズ               | 2010年5月29日（UFC 114）                       |
| ティト・オーティズ             | 2012年7月7日（UFC 148）                        |
| パット・ミレティッチ           | 2014年7月5日（UFC 175）                        |
| バス・ルッテン                 | 2015年7月11日（UFC 189）                       |
| アントニオ・ホドリゴ・ノゲイラ | 2016年7月10日（UFCファン・エクスポ）           |
| ドン・フライ                   | 2016年7月10日（UFCファン・エクスポ）           |
| モーリス・スミス               | 2017年7月6日（UFCファン・エクスポ）            |
| 桜庭和志                       | 2017年7月6日（UFC殿堂入り式典）                |
| マット・セラ                   | 2018年7月5日（UFC殿堂入り式典）                |
| リッチ・フランクリン           | 2019年7月5日（UFC殿堂入り式典）                |
| ケビン・ランデルマン           | 2021年9月24日（UFC殿堂入り式典）               |
| ジェンス・パルヴァー           | 2023年7月6日（UFC殿堂入り式典）                |
| アンデウソン・シウバ           | 2023年7月6日（UFC殿堂入り式典）                |
| ヴァンダレイ・シウバ           | 2024年6月27日（UFC殿堂入り式典）               |
| ビクトー・ベウフォート         | 2025年6月26日（UFC殿堂入り式典）               |
| マーク・ケアー                 | 2025年6月26日（UFC殿堂入り式典）               |

### 現代部門
総合格闘技デビューが2000年11月17日以降である人物が対象
| 氏名                              | 殿堂入り日                       |
| --------------------------------- | -------------------------------- |
| フォレスト・グリフィン            | 2013年7月6日（UFC 162）          |
| BJ・ペン                          | 2015年7月11日（UFC 189）         |
| ユライア・フェイバー              | 2017年7月6日（UFC殿堂入り式典）  |
| ロンダ・ラウジー                  | 2018年7月5日（UFC殿堂入り式典）  |
| マイケル・ビスピン                | 2019年7月5日（UFC殿堂入り式典）  |
| ラシャド・エヴァンス              | 2019年7月5日（UFC殿堂入り式典）  |
| ジョルジュ・サンピエール          | 2021年9月24日（UFC殿堂入り式典） |
| ハビブ・ヌルマゴメドフ            | 2022年6月30日（UFC殿堂入り式典） |
| ダニエル・コーミエ                | 2022年6月30日（UFC殿堂入り式典） |
| ジョゼ・アルド                    | 2023年7月6日（UFC殿堂入り式典）  |
| ドナルド・セラーニ                | 2023年7月6日（UFC殿堂入り式典）  |
| フランク・エドガー                | 2024年6月27日（UFC殿堂入り式典） |
| ヨアナ・イェンジェイチック        | 2024年6月27日（UFC殿堂入り式典） |
| マウリシオ・ショーグン            | 2024年6月27日（UFC殿堂入り式典） |
| アマンダ・ヌネス ロビー・ローラー | 2025年6月26日（UFC殿堂入り式典） |

### 試合部門
試合が行われてから5年以上経過している人々の心をとらえた重要な試合
| 試合                                                  | 試合日                                            | 殿堂入り日                           |
| ----------------------------------------------------- | ------------------------------------------------- | ------------------------------------ |
| フォレスト・グリフィン vs. ステファン・ボナー 1       | 2005年4月9日（The Ultimate Fighter 1 Finale）     | 2013年7月6日 (UFC 162)               |
| マット・ヒューズ vs. フランク・トリッグ 2             | 2005年4月16日（UFC 52: Couture vs. Liddell 2）    | 2015年7月11日（UFC 189）             |
| マーク・コールマン vs. ピート・ウィリアムス           | 1998年5月15日（UFC 17: Redemption）               | 2016年7月10日（UFCファン・エクスポ） |
| マウリシオ・ショーグン vs. ダン・ヘンダーソン 1       | 2011年11月19日（ UFC 139: Shogun vs. Henderson）  | 2018年7月5日（UFC殿堂入り式典）      |
| ディエゴ・サンチェス vs. クレイ・グイダ               | 2009年6月20日（The Ultimate Fighter 9 Finale）    | 2019年7月5日（UFC殿堂入り式典）      |
| ジョン・ジョーンズ vs. アレクサンダー・グスタフソン 1 | 2013年9月21日（ UFC 165: Jones vs. Gustafsson）   | 2021年9月24日（UFC殿堂入り式典）     |
| カブ・スワンソン vs. チェ・ドゥホ                     | 2016年12月10日（ UFC 206: Holloway vs. Pettis）   | 2022年6月30日（UFC殿堂入り式典）     |
| ロビー・ローラー vs. ローリー・マクドナルド 2         | 2015年7月1日（ UFC 189: Mendes vs. McGregor）     | 2023年7月6日（UFC殿堂入り式典）      |
| アンデウソン・シウバ vs. チェール・ソネン 1           | 2010年8月7日（ UFC 117: Silva vs. Sonnen）        | 2024年6月27日（UFC殿堂入り式典）     |
| ケルヴィン・ガステラム vs. イスラエル・アデサンヤ     | 2019年4月14日（ UFC 236: Holloway vs. Poirier 2） | 2025年6月26日（UFC殿堂入り式典）     |

### 貢献者部門
総合格闘技に多大な貢献をした選手以外の人物と団体が対象
| 氏名                         | 殿堂入り日                           | 特記事項 |
| ---------------------------- | ------------------------------------ | -------- |
| チャールズ・ルイス・ジュニア | 2009年7月10日（UFC 100）             |          |
| ジェフ・ブラトニック         | 2015年7月11日（UFC 189）             |          |
| ボブ・メイロウィッツ         | 2016年7月10日（UFCファン・エクスポ） |          |
| ジョー・シルバ               | 2017年7月6日（UFC殿堂入り式典）      |          |
| ブルース・コナル             | 2018年7月5日（UFC殿堂入り式典）      |          |
| アート・デイビー             | 2018年7月5日（UFC殿堂入り式典）      |          |
| マーク・ラトナー             | 2021年9月24日（UFC殿堂入り式典）     |          |

パイオニア部門と現代部門を分けているのは、試合のルールがまだ整備されておらず、総合格闘技の技術も確立していなかった時代と区別するため。
また2000年11月17日を区切りとしているのは、この日に初めて、現代総合格闘技の礎となっているニュージャージー州アスレチック・コミッションが制定した統一ルールであるユニファイド・ルールによって執り行われた大会（UFC 28）が開催されたため。

## フォレスト・グリフィン・コミュニティ賞
2020年に制定された、ボランティア活動や慈善活動で地域社会へ多大に貢献したUFC選手へ贈られる賞
| 氏名                                                            | 受賞日                           |
| --------------------------------------------------------------- | -------------------------------- |
| ダスティン・ポイエー                                            | 2021年9月24日（UFC殿堂入り式典） |
| マックス・ホロウェイ                                            | 2022年6月30日（UFC殿堂入り式典） |
| ギガ・チカゼ                                                    | 2022年6月30日（UFC殿堂入り式典） |
| アントニオ・ホドリゴ・ノゲイラ/アントニオ・ホジェリオ・ノゲイラ | 2023年7月6日（UFC殿堂入り式典）  |
| ベニール・ダリウシュ                                            | 2024年6月27日（UFC殿堂入り式典） |
| チャールズ・オリベイラ                                          | 2025年6月26日（UFC殿堂入り式典） |